# Stigmatoteuthis dofleini
Stigmatoteuthis dofleini е вид главоного от семейство Histioteuthidae. Видът не е застрашен от изчезване.

## Разпространение и местообитание
Разпространен е в Канада, Русия (Курилски острови), САЩ (Алеутски острови, Вашингтон, Калифорния и Орегон) и Япония.
Обитава крайбрежията на океани в райони с тропически, умерен и субтропичен климат. Среща се на дълбочина от 50 до 3500 m, при температура на водата от 2,5 до 21,6 °C и соленост 33,7 – 36,6 ‰.